# Silas Stow
Silas Stow (* 21. Dezember 1773 in Middlefield, Colony of Connecticut; † 19. Januar 1827 in Lowville, New York) war ein US-amerikanischer Jurist und Politiker. Zwischen 1811 und 1813 vertrat er den Bundesstaat New York im US-Repräsentantenhaus.

## Werdegang
Silas Stow wurde ungefähr eineinhalb Jahre vor dem Ausbruch des Unabhängigkeitskrieges in Middlefield geboren. Er besuchte Gemeinschaftsschulen. Stow studierte Jura, bekam eine Zulassung als Anwalt, praktizierte allerdings niemals. Er zog nach Lowville im Lewis County, wo er in der Landwirtschaft tätig war. Dann arbeitete er als Grundstücksmakler (land agent) für Nicholas Low. Er zog 1797 nach Oneida County. Am 28. Januar 1801 wurde er zum Richter im Oneida County ernannt. Später kehrte er nach Lewis County zurück.
Als Gegner einer zu starken Zentralregierung schloss er sich in jener Zeit der von Thomas Jefferson gegründeten Demokratisch-Republikanischen Partei an. Bei den Kongresswahlen des Jahres 1810 für den 12. Kongress wurde er im zehnten Wahlbezirk von New York in das US-Repräsentantenhaus in Washington, D.C. gewählt, wo er am 4. März 1811 die Nachfolge von John Nicholson antrat. Er schied nach dem 3. März 1813 aus dem Kongress aus.
Nach seiner Kongresszeit war er in den Jahren 1814 und 1815 als Sheriff im Lewis County tätig. Zwischen 1815 und 1823 war er Richter im selben County. Er starb am 19. Januar 1827 in Lowville und wurde dann auf dem East State Street Burying Ground beigesetzt.